# Joey Stec
Joey Stec (* 1947 in Los Angeles) ist ein amerikanischer Songschreiber, Sänger, Gitarrist und Gründer des Musiklabels Sonic Past Music.

## Leben und Karriere
Stec ist Sänger, Gitarrist und Mitbegründer der Kalifornischen Progressive Rock Band The Millennium. Mit The Millennium spielte er 1968 das Album Begin ein. 1969 gründete er die Band, The Dependables. 1975 veröffentlichte Stac sein erstes Soloalbum produziert vom Rolling Stones Produzenten Jimmy Miller. In dem Buch Sonic Alchemy von David N. Howard, wird das erste Album von Stec als eine der einflussreichsten Aufnahmen der 1970er Jahre bezeichnet.
Joey Stec gründete im Jahr 2000 das Record Label, Sonic Past Music.

## Diskografie
mit The Milennium – Begin, Columbia Records, 1968 LP
Joey Stec, Playboy Records, 1976 LP
Titelliste
| 1  | Do You Know                                | 3:25 |
| 2  | Happier (Than I’ve Ever Been Before)       | 3:42 |
| 3  | I Wish It Would Rain                       | 3:01 |
| 4  | No Knowing                                 | 3:40 |
| 5  | Give My Love To You                        | 3:26 |
| 6  | Easy To Love                               | 3:00 |
| 7  | Back Again                                 | 2:53 |
| 8  | Standing Here Alone                        | 3:39 |
| 9  | Then                                       | 2:33 |
| 10 | Even Angels (Have Been Known To Fall Down) | 3:02 |

Besetzung
- Joey Stec – Akustik und E–Gitarre, Keyboards
- Nancy Casta – Gesang
- Art Del Gudico – E–Gitarre
- Jim Gordon – Schlagzeug
- Bobby Keys – Tenor Saxophone
- Joe Lala – Perkussion
- Jimmy Miller – Gesang
- Albert Morris – Gesang
- John Nuese – Gitarre
- Carl Radle – Bass
- Peggy Sandvig – Keyboards, Piano
- Produzent – Jimmy Miller

Japan, (Lee Mallory & Joey Stec) Sonc Past Music, 2003 CD
Desire, Sonic Past Music, 2004 CD